# Ноа Аль-Хулайфі
Ноа Аль-Хулайфі (10 травня 1999) — катарський плавець.
Учасник Олімпійських Ігор 2016 року, де в попередніх запливах на дистанції 100 метрів на спині посів 39-те (останнє) місце і не потрапив до півфіналів.